# 남일 청주한씨 재실
남일 청주한씨 재실(南一 淸州韓氏 齋室)은 충청북도 청주시 상당구 남일면에 있다. 2017년 3월 17일 청주시의 향토유적 제151호로 지정되었다.

## 지정 사유
이 건물은 정면 7칸, 측면 2칸 반 규모의 겹처마, 팔작지붕이다. 평면구성은중앙 3칸은 우물 마루를 깔아 제례공간을 두고 좌우에 참제인의 유숙과제례 준비를 위한 2칸씩의 온돌방을 평면구성이나 치목기법이 전통건축의 형식을 잘 간직하고 있다.